# Pseudocyttus maculatus
Pseudocyttus maculatus is een  straalvinnige vissensoort uit de familie van oreos (Oreosomatidae). De wetenschappelijke naam van de soort is voor het eerst geldig gepubliceerd in 1906 door Gilchrist.
De soort staat op de Rode Lijst van de IUCN als Onzeker, beoordelingsjaar 2009. De omvang van de populatie is volgens de IUCN dalend.